# Harriet Sutherland-Leveson-Gower, Duchess of Sutherland

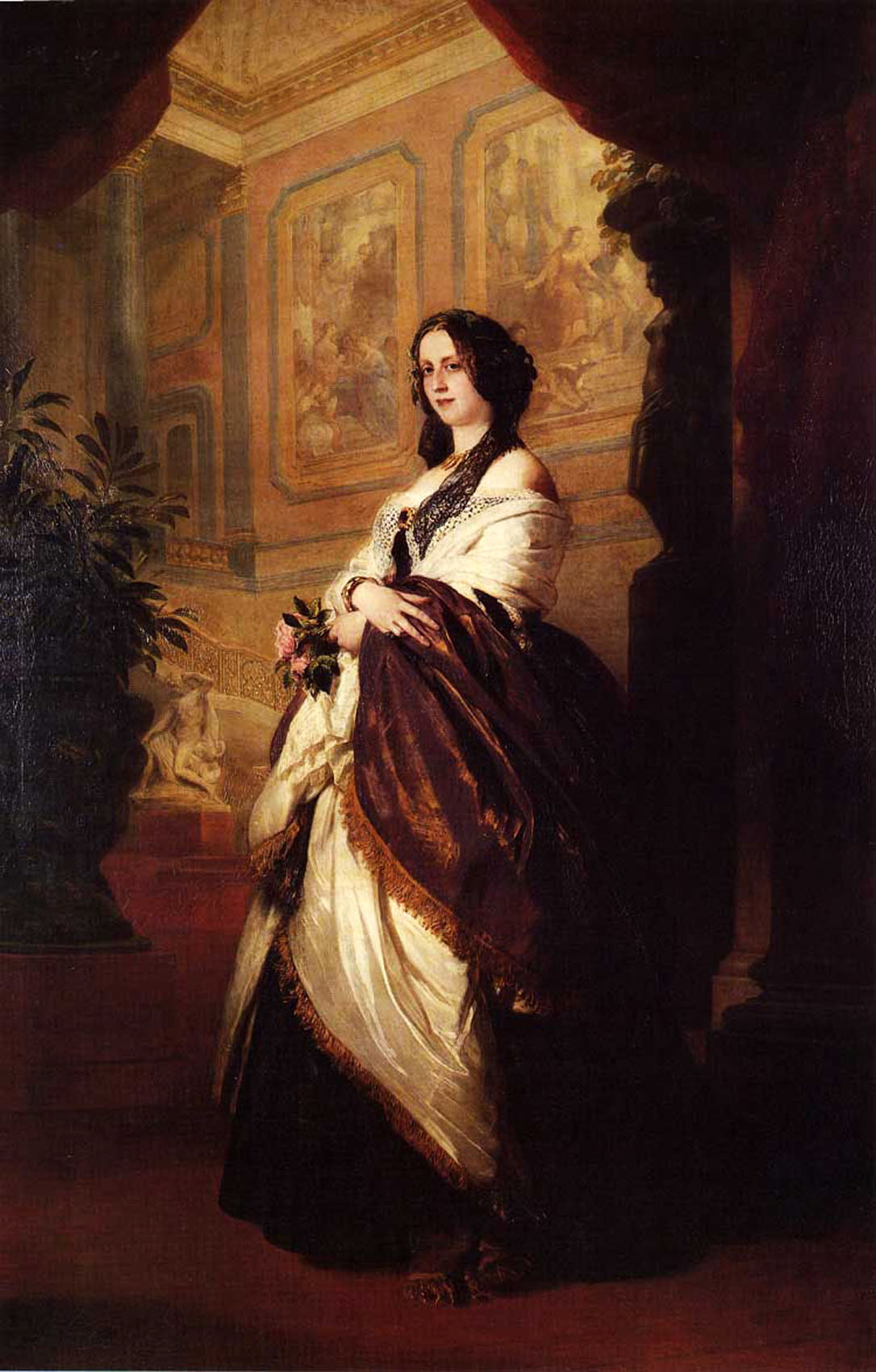
Franz Xaver Winterhalter: Harriet Sutherland-Leveson-Gower, Duchess of Sutherland, Öl auf Leinwand, 1849

Harriet Elizabeth Georgiana Sutherland-Leveson-Gower, Duchess of Sutherland VA (geborene Howard, * 21. Mai 1806 im Devonshire House, London; † 27. Oktober 1868 in Trentham, Staffordshire) war eine britische Adlige und Hofdame (Mistress of the Robes) der Königin Victoria. Sie galt auch als erste Feministin im Vereinigten Königreich.

## Leben
Lady Harriet Elizabeth Georgiana Howard war die dritte Tochter von zwölf Kindern des britischen Aristokraten George Howard, 6. Earl of Carlisle (1773–1848) und seiner Ehefrau Lady Georgiana Dorothy Cavendish (1783–1858), eine Tochter des Politikers William Cavendish, 5. Duke of Devonshire, und dessen erster Gattin Lady Georgiana Spencer. Sie erhielt eine umfassende und vorzügliche Ausbildung, sprach mehrere Fremdsprachen und zeigte sich an Literatur, Musik und Malerei interessiert.
Am 18. Mai 1823 heiratete Lady Harriet in Trentham den schottischen Adligen und Politiker George Sutherland-Leveson-Gower, 2. Duke of Sutherland (1786–1861), ältester Sohn von George Granville Leveson-Gower, 1. Duke of Sutherland und Elizabeth Leveson-Gower, 19. Countess of Sutherland. Aus der Ehe, die allen Berichten zufolge harmonisch verlief, gingen acht Kinder hervor:
- Die Zwillinge
  - Lady Elizabeth Georgiana Sutherland-Leveson-Gower (1824–1878) ⚭ 1844 George Douglas Campbell, 8. Duke of Argyll; und
  - Lady Constance Gertrude Sutherland-Leveson-Gower (1824–1880) ⚭ 1852 Hugh Lupus Grosvenor, 1. Duke of Westminster;
- Lady Evelyn Sutherland-Leveson-Gower (1825–1869) ⚭ 1843 Charles Stuart, 12. Lord Blantyre;
- Lady Caroline Sutherland-Leveson-Gower (1827–1887) ⚭ 1847 Charles William FitzGerald, 4. Duke of Leinster;
- George Sutherland-Leveson-Gower, 3. Duke of Sutherland (1828–1892), ⚭ (1) 1849 Anne Hay-Mackenzie, 1. Countess of Cromartie († 1888), ⚭ (2) 1889 Mary Caroline Michell;
- Lord Frederick George Sutherland-Leveson-Gower (1832–1854), gefallen bei der Belagerung von Sewastopol;
- Lord Albert Sutherland-Leveson-Gower (1843–1874) ⚭ 1873 Lady Grace Emma Townshend Abdy;
- Lord Ronald Charles Sutherland-Leveson-Gower (1845–1916), unverheiratet.

Die Duchess of Sutherland war eine Jugendfreundin der Prinzessin Victoria von Kent, der späteren Königin (1819–1901). In den folgenden Jahren stand sie mehrmals als Oberkämmerin (Mistress of the Robes) dem weiblichen Hofstaat ihrer Majestät vor. Dieses Amt bekleidete später sogar ihre älteste Tochter Elizabeth Georgiana und ihre Schwiegertochter Anne Sutherland-Leveson-Gower, Duchess of Sutherland.
Darüber hinaus war Harriet Leveson-Gower sehr am politischen Leben interessiert und engagierte sich im Wahlkampf für die Whigs. In ihrem Londoner Stadthaus, Devonshire House, fanden sich die wichtigsten politischen Persönlichkeiten zu Gesprächen zusammen; in dem sie später Giuseppe Garibaldi mit Lord Derby bekannt machte, polnische und italienische politische Flüchtlinge bewirtete und mit Shaftesbury Reformen diskutierte. Mit dem britischen Premierminister William Ewart Gladstone verband sie eine enge Freundschaft. Die Duchess unterstützte liberales Gedankengut und stand der Frauenbewegung sehr nahe.
Im Jahr 1853 erschien in der »New York Herald Tribune« der Artikel von Karl Marx über »Sutherland und Sklaverei«. Darin wies der Verfasser auf die jahrzehntelangen »Flurbereinigungen« (Highland Clearances) hin, die auf den Liegenschaften der Familie in Schottland stattgefunden hatten. Man verstand unter diesem stark beschönigenden Begriff das Verpflanzen von Kleinpächtern an andere Orte, weil das Land zur extensiven Bewirtschaftung, etwa in Form von Massenschafzucht benötigt wurde. In Marx’ ökonomischen Hauptwerk, dem Kapital, nimmt er im Kontext der ursprünglichen Akkumulation nochmals Bezug auf sie.  Den Gesetzen moderner Produktionsmethoden entsprachen diese Vertreibungen ganz sicher. Als materielle Basis für die menschenfreundlichen Bemühungen der Duchess um Unrecht in Übersee (Abschaffung des Sklavenhandels) fand Marx sie empörend. Ihr Mann jedoch, taub, aber in Geschäften tüchtig, setzte die Zwangsenteignungen fort, soweit das noch nötig war. Im Todesjahr von Karl Marx, 1883, lagen die Grundstücke der Sutherlands mit insgesamt 5.200 Quadratkilometer an der Spitze der Liste des britischen Grundbesitzes.

## Ämter und Auszeichnungen
- 1837–1841 Mistress of the Robes bei Königin Victoria
- 1846–1852 Mistress of the Robes bei Königin Victoria
- 1853–1858 Mistress of the Robes bei Königin Victoria
- 1859–1861 Mistress of the Robes bei Königin Victoria
- 1862 Royal Order of Victoria and Albert, 2. Klasse

## In ihren verschiedenen Lebensphasen lautete ihr Name
- 1806–1823 The Hon. Harriet Howard
- 1823–1825 The Hon. Harriet Sutherland-Leveson-Gower
- 1825–1826 Lady Harriet Sutherland-Leveson-Gower
- 1826–1833 Harriet Sutherland-Leveson-Gower, Baroness Gower
- 1833–1861 Harriet Sutherland-Leveson-Gower, Duchess of Sutherland
- 1861–1868 Harriet Sutherland-Leveson-Gower, Dowager Duchess of Sutherland

## Sonstiges
- Ihr Enkel, John Campbell, 9. Duke of Argyll (1845–1914), heiratete 1871 die britische Prinzessin Louise Caroline Alberta (1848–1939), eine Tochter von Königin Victoria und dem Prinzgemahl Albert von Sachsen-Coburg und Gotha. Durch die Heirat gehörte er zur Königsfamilie und war Generalgouverneur von Kanada.
- Ihre Enkelin, Lady Margaret Evelyn Grosvenor (1873–1929), heiratete 1894 den deutschstämmigen Prinzen Adolphus von Teck (1868–1927), ältester Sohn des Herzogs Franz von Teck und seiner Ehefrau Prinzessin Mary Adelaide von Großbritannien, Irland und Hannover. Durch Heirat war sie ein Mitglied der britischen Königsfamilie und letzte Herzogin von Teck im Königreich Württemberg.